# Brassac (Tarn-et-Garonne)
Brassac település Franciaországban, Tarn-et-Garonne megyében. Lakosainak száma 252 fő (2022. január 1.). Brassac Bourg-de-Visa, Castelsagrat, Fauroux, Montjoi és Saint-Nazaire-de-Valentane községekkel határos.

## Népesség
A település népessége az elmúlt években az alábbi módon változott:
| Lakosok száma | 255  | 256  | 248  | 245  | 248  | 249  | 250  | 252  |
|               | 2013 | 2015 | 2017 | 2018 | 2019 | 2020 | 2021 | 2022 |